# تويوتا أورس
تويوتا أورس (بالإنجليزية: Toyota Auris)‏ هي إحدى السيارات العائلية الصغيرة التي تنتجها شركة تويوتا للسيارات.
تم تقديمها للمرة الأولى عام 2006م بمعرض باريس الدولي للسيارات كطراز اختباري ثم بدأ إنتاجها عام 2007م لتحل محل طراز كورولا هاتشباك وطراز كورولا رن إكس باليابان وطراز تويوتا رن إكس بجنوب إفريقيا. راج سوقها بأوروبا وهي السوق الرئيسية التي وجهت السيارة إليه.